# Ardiosteres lacerata
Ardiosteres lacerata är en fjärilsart som beskrevs av Edward Meyrick 1892. Ardiosteres lacerata ingår i släktet Ardiosteres och familjen säckspinnare. Inga underarter finns listade i Catalogue of Life.